# Matrice de concepts

Structure d'une matrice de concepts

La notion de matrice de concepts est un outil conceptuel élaboré par le philosophe Paul Franceschi, qui propose de constituer une alternative au carré sémiotique défini par Greimas. À la différence du carré sémiotique, une matrice de concepts se compose de 6 concepts, dont deux sont neutres (A0 et Ā0), deux sont positifs (A+ et Ā+) et deux sont négatifs (A- et Ā-). Les relations entre les 6 concepts d'une même matrice sont les suivantes :
- A0 et Ā0 sont duaux ou inverses; A+ et Ā- sont contraires; A- et Ā+ sont contraires
- A+ et Ā+ sont complémentaires, de même que A- et Ā-
- A+ et A- sont corollaires; de même que Ā+ et Ā-
- A0 et A+ sont connexes, de même que A0 et A-, Ā0 et Ā+, Ā0 et Ā-

Les applications des matrices de concepts concernent l'analyse paradigmatique, mais aussi le plan dialectique, ainsi que l'étude des concepts en général.

## Application

Matrice de concepts applicable à l'opposition intérêt pluri-disciplinaire/mono-disciplinaire

Voici un exemple appliqué aux concepts liés à l'opposition intérêt pluri-disciplinaire/mono-disciplinaire. La matrice correspondante comprend les 6 concepts suivants:
- éclectisme+
- intérêt pluridisciplinaire0
- dispersion-
- expertise+
- intérêt mono-disciplinaire0
- cloisonnement-

Il s'ensuit alors les relations suivantes entre ces 6 concepts:
- intérêt pluridisciplinaire0 et intérêt mono-disciplinaire0 sont duaux
- éclectisme+ et cloisonnement-, de même que dispersion- et expertise+ sont contraires
- éclectisme+ et expertise+, de même que dispersion- et cloisonnement- sont complémentaires
- éclectisme+ et dispersion-, de même que expertise+ et cloisonnement- sont corollaires
- intérêt pluridisciplinaire0 et éclectisme+, intérêt pluridisciplinaire0 et dispersion-, intérêt mono-disciplinaire0 et expertise+, intérêt mono-disciplinaire0 et cloisonnement- sont connexes